# Max Fridman
Max Fridman is een spionage-stripreeks gemaakt door de Italiaanse stripauteur Vittorio Giardino. In 1982 werd hij hiervoor onderscheiden met de Italiaanse stripprijs de Yellow Kid. De reeks bestaat uit vijf delen, uitsluitend met harde kaft, die verschenen bij verschillende uitgevers. 
Volgens Har Brok doen de avonturen van Fridman het meest denken aan The Spy Who Came in from the Cold van Martin Ritt, ze hebben dezelfde meedogenloze hardheid en onzekerheid voor de hoofdpersoon, lezer en kijker. Max Fridman is getekend in klare lijn, dat is dezelfde stijl als Kuifje (personage) door Hergé is getekend, maar dan  gedetailleerder. De inkleuring is stijlvol en minutieus met perfecte verhoudingen tussen ledematen, gezicht en kleding van de personages, voertuigen en gebouwen. 

## Verhaal
Hoofdpersoon in deze reeks is Max Fridman. In de turbulente periode kort voor de aanvang van de Tweede Wereldoorlog neemt Fridman zijn oude taak als spionageagent weer op. In Hongaarse Rapsodie onderzoekt hij wie alle leden van het Franse spionagenetwerk Rapsodie in Boedapest heeft vermoord. Het hierop volgende deel De poort van de Oriënt speelt zich af in Istanboel waarvandaan Max een Russische vluchteling naar Frankrijk moet brengen. De laatste drie delen van de spionagereeks vormen een trilogie. Fridman raakt verwikkeld in de intriges van de Spaanse Burgeroorlog. Hij is op zoek naar een vriend die in de chaos van de oorlog is zoekgeraakt.

## Albums
| Nummer | Titel                  | Verschenen | Uitgeverij         |
| ------ | ---------------------- | ---------- | ------------------ |
| 1      | Hongaarse rapsodie     | 1982       | uitgeverij Mondria |
| 2      | De poort van de oriënt | 1986       | Glenat             |
| 3      | No paserán             | 1999       | Glenat             |
| 4      | Rio de Sangre          | 2002       | Glenat             |
| 5      | Sin ilusion            | 2008       | Glenat             |